# Albert Stadler (Offizier)
Albert Stadler (* 10. Januar 1817 in Zürich; † 26. Dezember 1890 in Enge) war ein Schweizer Oberstdivisionär.

## Leben
Albert Stadler wurde als Sohn des Zürcher Architekten Hans Konrad Stadler und der Regula geb. Schaufelberger geboren. Von 1837 bis 1839 studierte er an der Universität Zürich und ab 1839 an der Eberhard Karls Universität Tübingen Rechtswissenschaften. In Tübingen schloss er sich dem Corps Rhenania an. Später schloss er sich 1854 in Zürich noch dem 1850 gestifteten Corps Tigurinia an. Nach dem Studium war er in Andelfingen als Bezirksgerichtsschreiber tätig, später dann als Geschäftsagent. Ab 1848 war er eidgenössischer Generalstabsoffizier. Von 1850 bis 1867 war er Instruktionsoffizier und Oberinstruktor. In dieser Zeit wurde er 1852 zum Major, 1860 zum Oberstleutnant und 1863 zum Oberst befördert. 1860 kommandierte Stadler die Infanteriebrigade 27, 1866 und 1870 die Infanteriebrigade 20 und 1870 die 6. Division. Von 1867 bis 1875 war er Waffenchef der Infanterie des Kantons Zürich. Von 1875 bis 1886 war er eidgenössischer Kreisinstruktor der 5. Division. Verheiratet war er seit 1842 Elisa Hegetschweiler und seit 1856 mit Anna Nötzli.